# Gare de JR Awaji
La gare de JR-Awaji (JR淡路駅, JR-Awaji-eki) est une gare ferroviaire située à Osaka au Japon. La gare est exploitée par la compagnie JR West.

## Situation ferroviaire
La gare de JR-Awaji est située au point kilométrique (PK) 3,3 de la ligne Osaka Higashi.

## Histoire
La gare est inaugurée le 16 mars 2019 à l'occasion du prolongement de la ligne Osaka Higashi à Shin-Osaka.

## Service des voyageurs

### Accueil
La gare dispose d'un bâtiment voyageurs, avec guichet, ouvert tous les jours.

### Desserte
- Ligne Osaka Higashi :
  - voie 1 : direction Shin-Osaka
  - voie 2 : direction Hanaten et Kyūhōji

### Intermodalité
La gare d'Awaji de la compagnie Hankyu est située à 250 m au sud-ouest de la gare.